# Triregnum

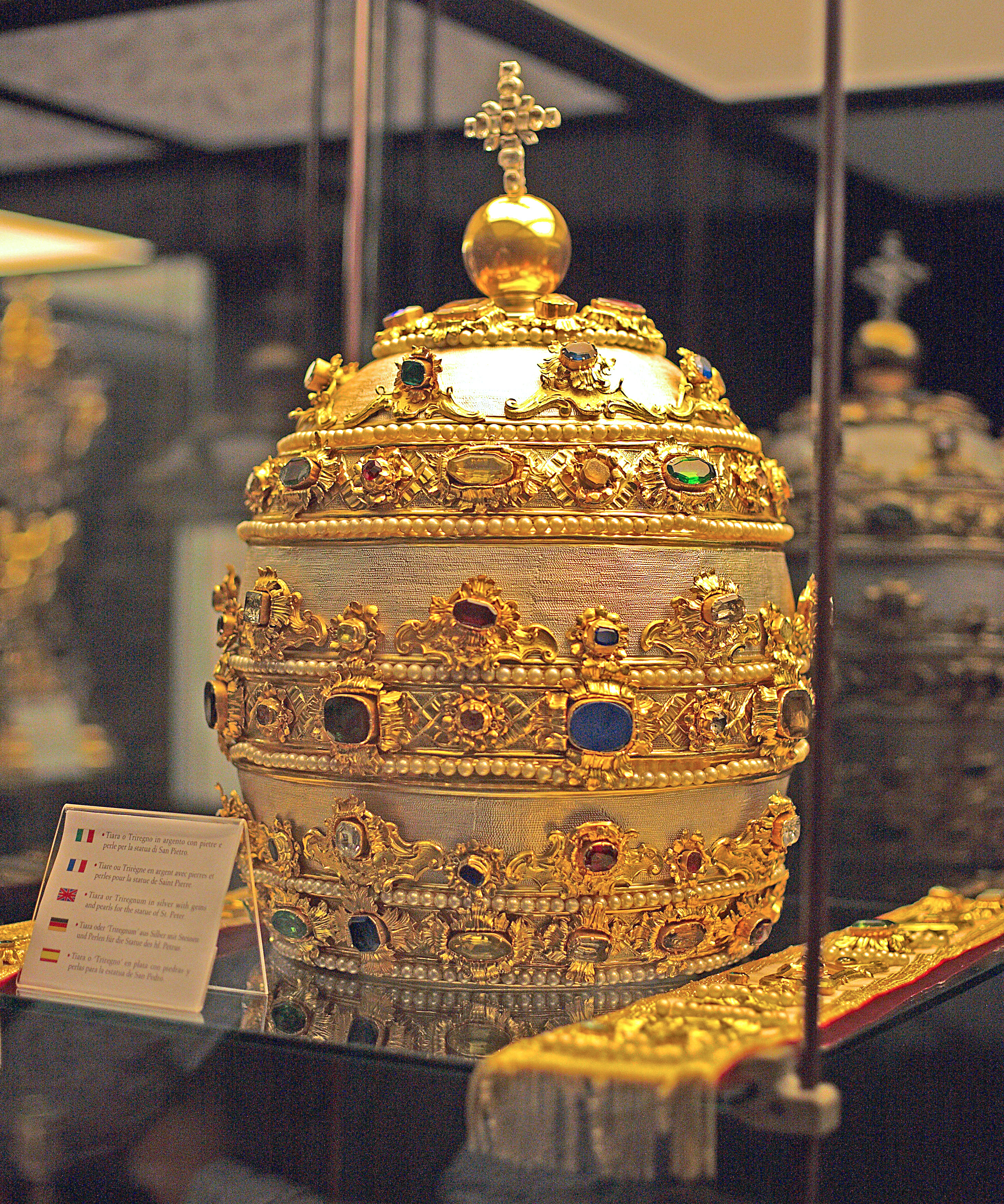
Triregnum.

Triregnum eller påvekrona avser den tiara som påven bär då han kröntes. Denna tradition upphörde 1963. Den senaste påve som kröntes enligt denna 1000-åriga tradition var Paulus VI (1963–1978). 

## De tre kronornas betydelse
Man vet inte säkert, men mest accepterat är att de tre kronorna står för "Högsta möjliga pastor (övre), universell kyrklig jurisdiktion (mitten) och tillförordnad makt (nedre)".